# Speyeria gregsoni
Speyeria gregsoni är en fjärilsart som beskrevs av Gunder 1932. Speyeria gregsoni ingår i släktet Speyeria och familjen praktfjärilar. Inga underarter finns listade i Catalogue of Life.